# 阿德兰迪亚
阿德兰迪亚是巴西戈亚斯州的一个市镇。总面积115.353平方公里，总人口2549人，人口密度22.1人/平方公里。